# 카카두 국립공원

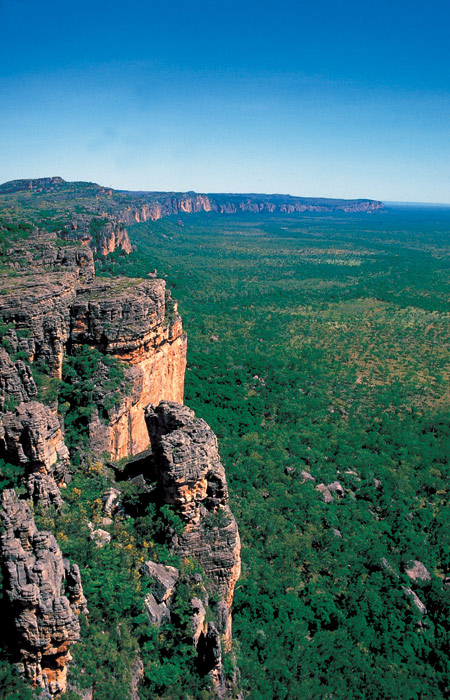

카카두 국립공원(Kakadu National Park)은 오스트레일리아 노던 준주의 보호구역이다. 다윈에서 남동쪽으로 171 킬로미터 부근에 위치한다. 세계유산이다.
이 공원은 노던 준주의 앨리게이터 리버스 안에 위치해 있다. 면적은 19,804 km2 (7,646 mi2),이며 북쪽에서 남쪽으로 약 200km, 동쪽에서 서쪽으로 100km 이상을 덮고있다. 웨일스만한 크기이며 태즈마니아 크기의 약 3분의 1 크기이며 스위스의 약 절반 크기이다. 세계에서 가장 생산성이 좋은 우라늄 탄광의 하나인 레인저 우라늄 광산이 이 공원을 둘러싸고 있다.

## 기후
카카두는 열대에 속하며 적도 남부 12° ~ 14° 사이이다. 기후는 몬순이며 건기와 우기라는 2개의 주된 계절이 존재한다.

## 동물상

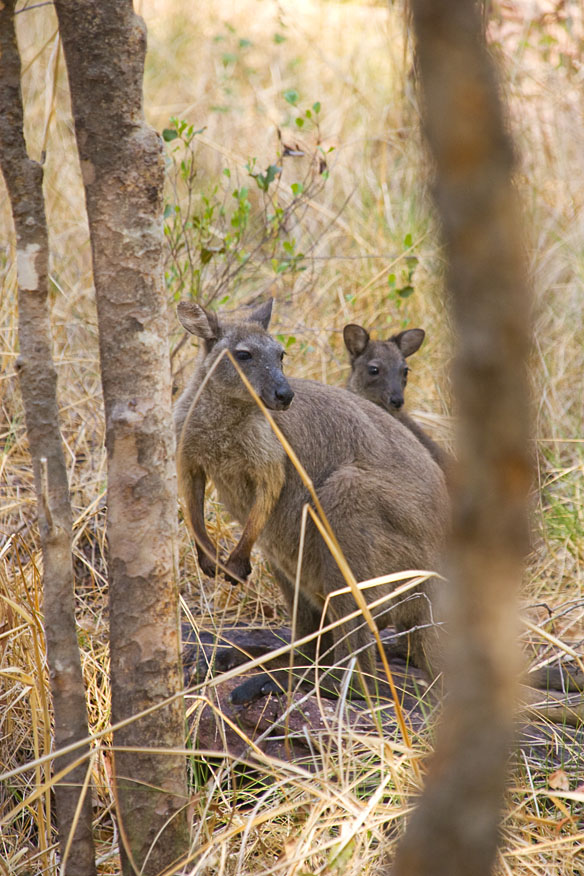
Black wallaroos at Nourlangie Rock
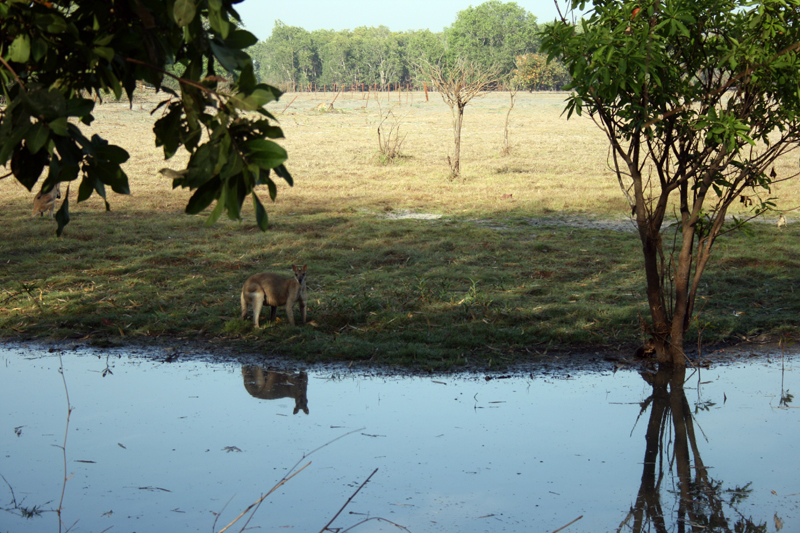
Agile wallaby in grassland at Kakadu National Park
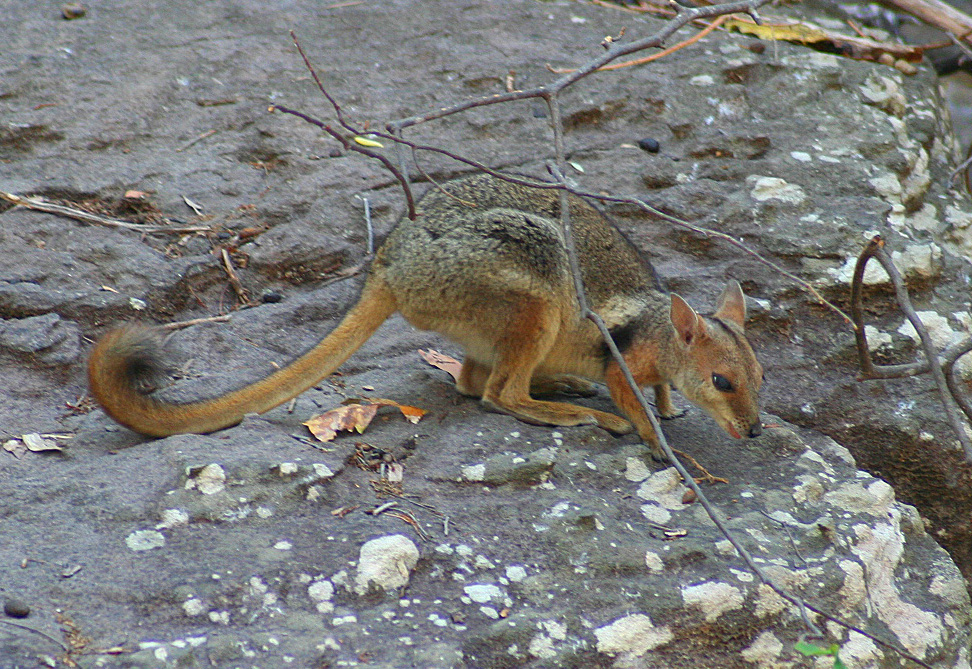
Short-eared rock-wallaby in Kakadu
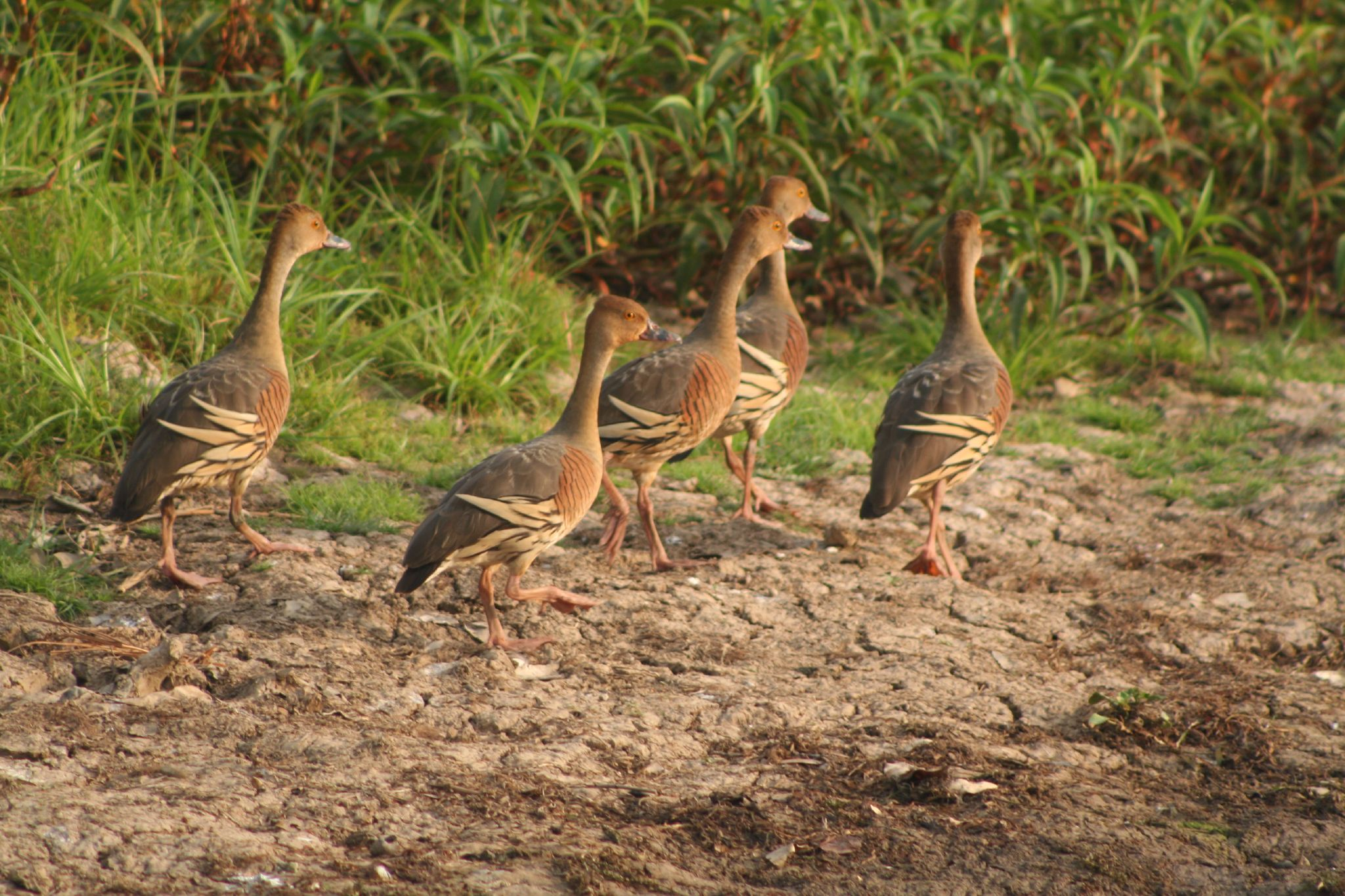
Plumed whistling ducks
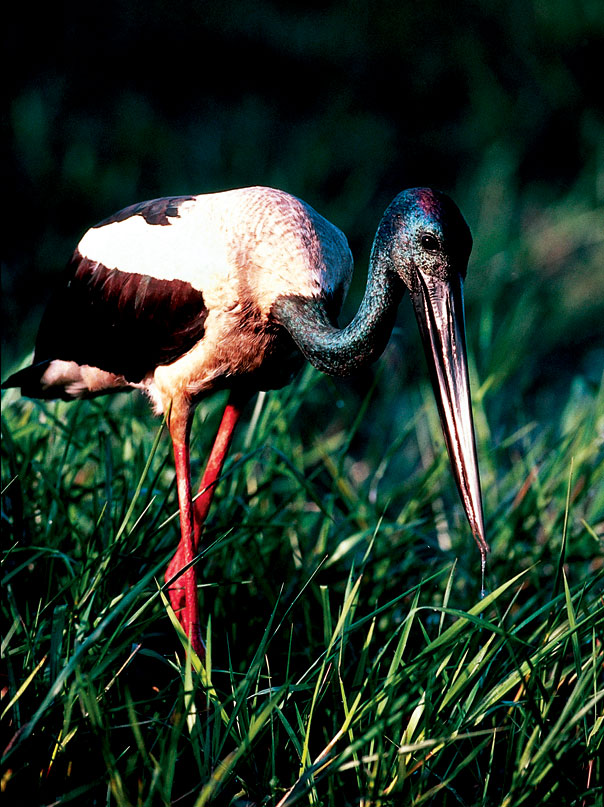
Black-necked stork Kakadu National Park
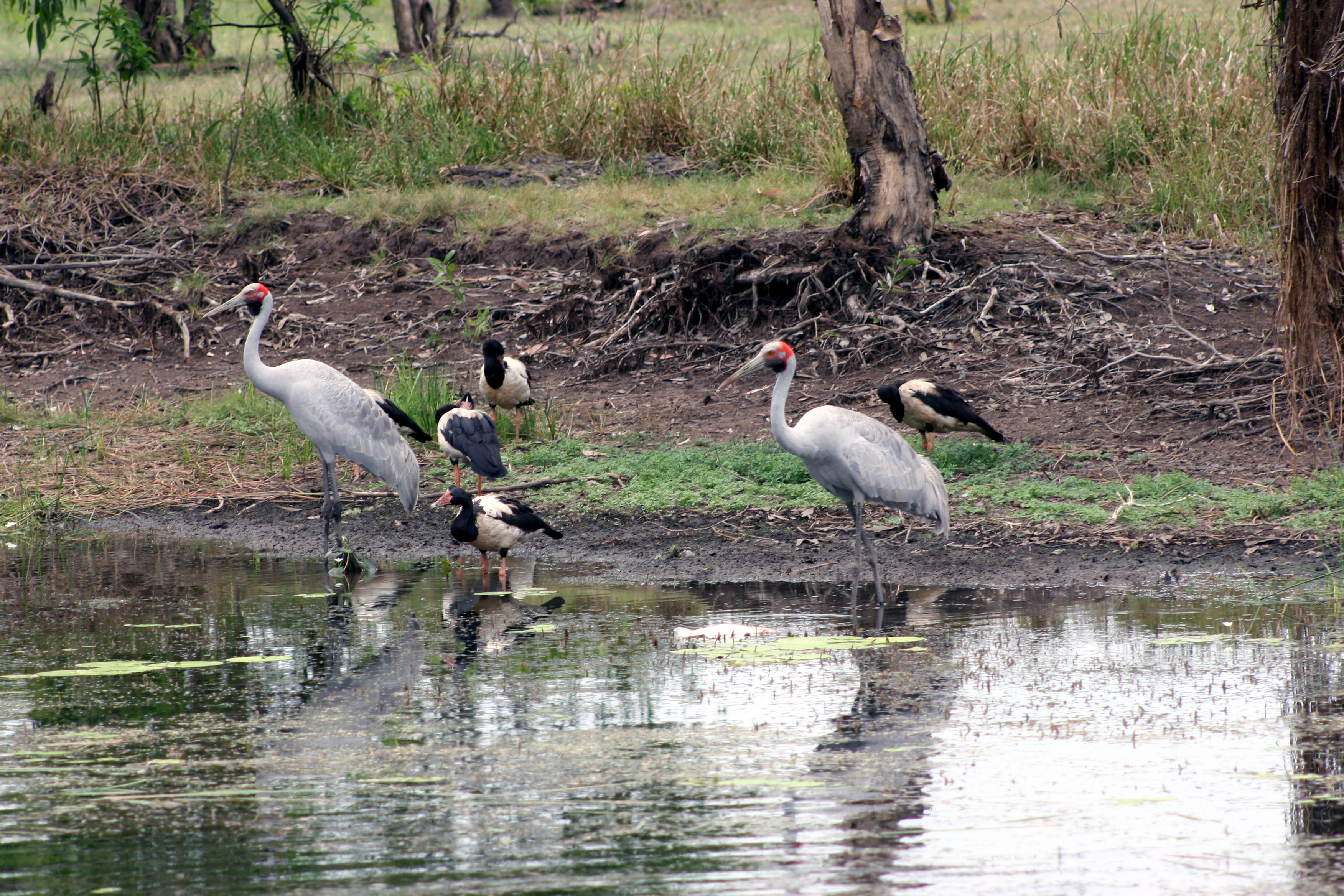
Brolga and magpie geese
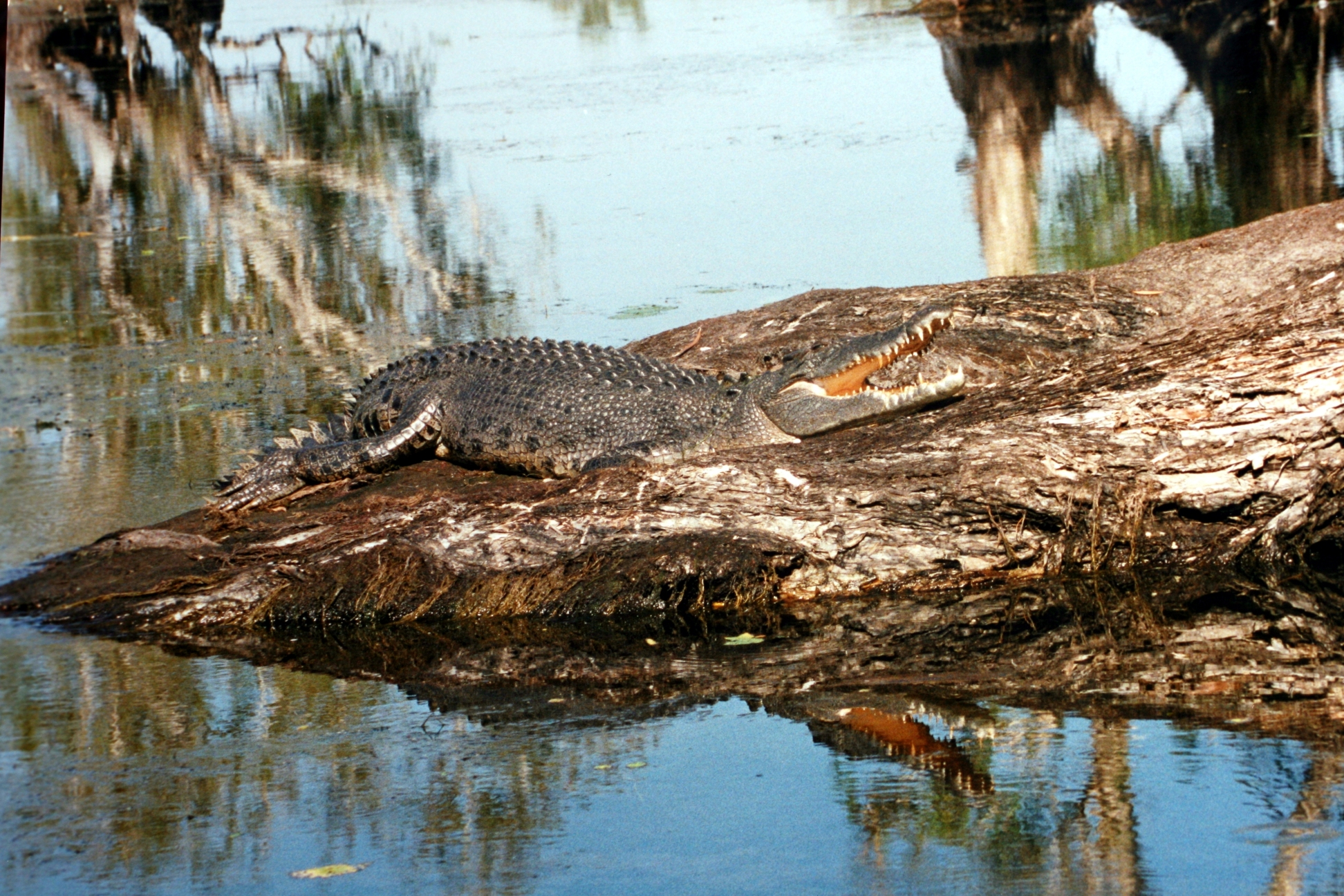
Saltwater crocodile
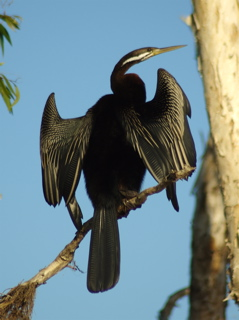
Australian darter